# Barteljorisstraat
De Barteljorisstraat is een winkelstraat in het centrum van de Noord-Hollandse stad Haarlem.
De straat loopt vanaf de Grote Markt bij het stadhuis in noordelijke richting. In de straat bevinden zich acht rijksmonumenten. Op nummer 19 woonde de verzetsstrijdster Corrie ten Boom. Sinds 1988 fungeert dit pand als het Corrie ten Boom Museum. In de straat staat een standbeeld van Malle Babbe door Kees Verkade.
De straat is, naast de Zijlweg en de Houtstraat, ook bekend als een van de Haarlemse straten in de Nederlandse versie van het bordspel Monopoly.

## Galerie

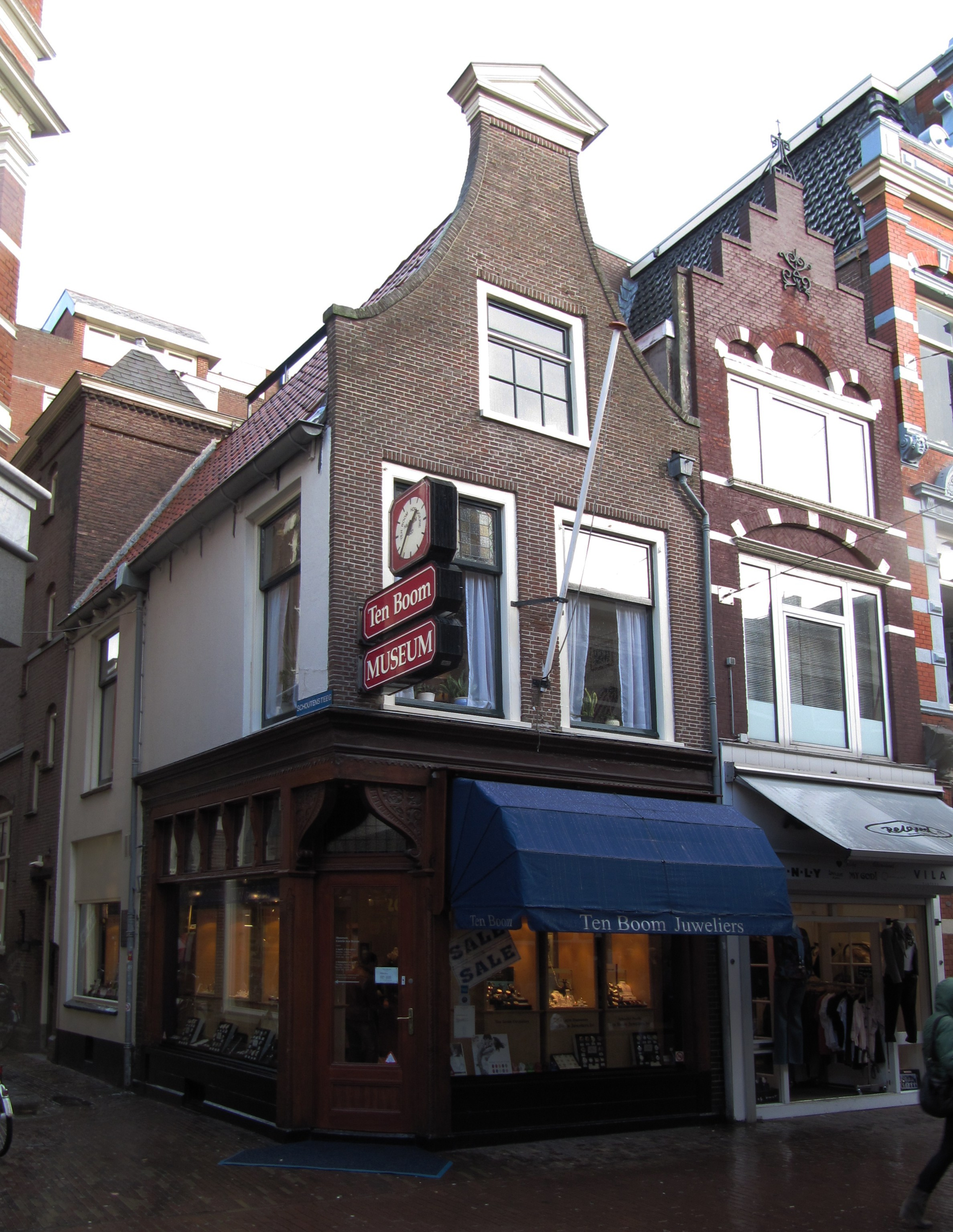
Het Corrie ten Boom Museum.
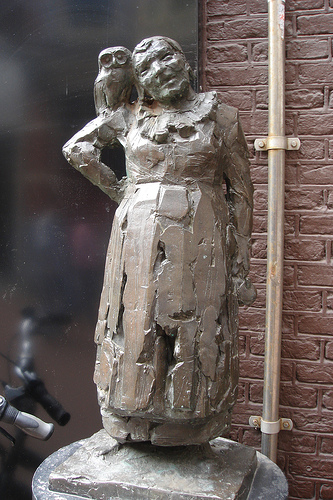
Standbeeld van Malle Babbe door Kees Verkade.